# Ferradura grossa
La ferradura grossa (Rhinolophus ferrumequinum) és, tal com el seu nom indica, el ratpenat de ferradura més gros. Es diferencia de la resta de ratpenats de ferradura per la mida més grossa i per la morfologia de les excrescències nasals.

## Morfologia
És d'aspecte robust i ales curtes i amples. Les orelles, ben desenvolupades i doblegades endavant, sobrepassen en alguns mil·límetres l'extrem del musell.
El pelatge és marró grisenc pel dors, de vegades amb tonalitats vermelloses, i blanc grisenc o blanc groguenc pel ventre. Les orelles i el patagi són de color gris clar, de vegades amb un matís morat. Els individus joves mostren una coloració més clara i grisenc que els adults.
Dimensions corporals: cap + cos (50 - 75 mm), cua (30 - 43 mm), avantbraç (51 -61 mm) i envergadura alar (350 -400 mm).
Pes: 16 - 34 g.

## Ecologia
Es distribueix pel Japó, la Xina, l'Orient Mitjà i l'Orient Pròxim, els Balcans, Itàlia, França, Espanya, les Illes Balears i l'Atles. Habita boscos i zones cobertes, sempre que hi pugui trobar refugis adequats, com ara coves, mines i túnels. Eminentment cavernícola, no habita mai dins les grans poblacions, però de vegades es pot refugiar en edificis rurals foscos i tranquils.
Es desperta quan el sol ja s'ha post i roman actiu tota la nit, llevat que faci vent o plogui. El seu vol és a base de planatges curts i no sol superar els 3 m d'altura.
S'alimenta d'arnes, coleòpters, altres insectes i aranyes.
Sovint comparteix el refugi amb altres ratpenats de ferradura o d'altres gèneres.
Quan arriba l'hivern és un dels primers ratpenats a retirar-se; s'amaga en coves, avencs i mines abandonades, sol o en petits grups, i entra en letargia.

## Taxonomia
Sinònims
- colchicus Satunin (1912).
- equinus Müller (1776).
- germanicus Koch (1865).
- hippocrepis Schank (1798).
- homodorensis, Daday (1887).
- homorodalmasiensis, Daday (1885).
- insulanus, Barrett i Hamilton (1910).
- italicus, Koch (1865).
- major, É.Geoffroy (1803).
- major, Kerr (1792:99).
- martinoi, Petrov (1940).
- obscurus, Cabrera (1904).
- perspicillatus, Blumenbach (1779).
- solea, Zimmermann (1777).
- typicus, K. Andersen (1905).
- ungula, Boddaert (1785).
- unihastatus, É.Geoffroy (1803).

Subespècies
- R. f. cretiam, Iliopoulou-Georgudaki i Ondrias (1985).
- R. f. ferrumequinum, Schreber (1774).
- R. f. irani, Cheesman (1921).
- R. f. korai, Kuroda (1938).
- R. f. proximus, Andersen (1905).
- R. f. tragatus, Hodgson (1835).